# Manuel Augusto Domínguez
Manuel Augusto Domínguez (Buenos Aires, 13 de febrero de 1906-Buenos Aires, 18 de julio de 1990) fue un arquitecto, docente y escritor argentino. Se dedicó a la arquitectura y en la docencia llegó a ser decano de la Facultad de Arquitectura y Urbanismo de la Universidad de Buenos Aires entre agosto de 1952 y septiembre de 1955. Al dejar la docencia comenzó a escribir crónicas, memorias, ensayos y trabajos de ficción sobre la ciudad de Buenos Aires.

## Biografía

### Actividad académica y docente
Egresó como arquitecto de la Escuela de Arquitectura, que más adelante se transformó en la Facultad de Arquitectura y Urbanismo de la Universidad de Buenos Aires. En 1946, por iniciativa del arquitecto Mario J. Buschiazzo, se fundó el primer Instituto de la Universidad de Buenos Aires, el Instituto de Arte Americano e Investigaciones Estéticas, al que se incorporó Domínguez. A fines de 1947 la ley 13045 creó la Facultad de Arquitectura y Urbanismo (FAU) de la UBA que independizó la Escuela de Arquitectura de la Facultad de Ciencias Exactas y al año siguiente se constituyó el Consejo Directivo eligiéndose como decano a Ermete De Lorenzi y como vicedecano a Francisco Montagna, quien posteriormente fue nombrado decano. Montagna, con un perfil modernizador más definido que su antecesor impulsó un acercamiento con centros internacionales y la observación de modelos renovadores de enseñanza como los de la Universidad de Roma y de la Universidad de Columbia; iniciativas modernizadoras que no fueron continuadas por su sucesor.
Domínguez, además de ser profesor de la nueva Facultad, fue designado junto con los arquitectos Francisco Montagna, Buschiazzo, Roberto Leiva, Julio Otaola y el profesor Jorge Soto Acebal para integrar la Comisión de Enseñanza de la misma, que tuvo a su cargo la redacción de los planes de estudio y programas. El 14 de agosto de 1952 asumió el decanato de la Facultad, cargo en el que perteneció hasta septiembre de 1955. Con los años se lo designó profesor emérito.

### Actividad como historiador y arquitecto
Se especializó en arquitectura colonial e historia de la arquitectura. Realizó trabajos de reconstrucción de residencias de valor histórico y arquitectónico, como la casa de José de San Martín, junto con los arquitectos Julio Otaola y Mario José Buschiazzo,
En 1941, se destinó la chacra que pertenecía al sobrino de Cornelio de Saavedra como sede de un nuevo museo que se llamaría como el presidente de la Primera Junta. El intendente Carlos Alberto Pueyrredón  encargó el acondicionamiento del edificio existente al arquitecto Domínguez, quien decidió modificar sus líneas arquitectónicas para adaptarlo al estilo de las quintas aledañas a Buenos Aires de la primera mitad del siglo xix, lo que incluyó la mutilación de parte de la casona de la chacra, en tanto la decoración y arreglos interiores los realizó la esposa del intendente y bisnieta del brigadier general Cornelio de Saavedra, Silvia Saavedra Lamas de Pueyrredón; el viejo museo reabrió sus puertas con nuevo nombre y sede propia el 25 de mayo de 1942 y las colecciones presentadas en él giraban en torno a Saavedra.
Fue autor de varios títulos dedicados a la arquitectura colonial de Buenos Aires y la historia de la vivienda porteña: Buenos Aires colonial (1943), El ambiente arquitectónico de la ciudad (1944), La casa Cabildo de Luján (1945), La casa colonial (1948), Genealogía de la vivienda colonial porteña (1949).

### Domínguez escritor
Después de su retiro como profesor se dedicó a escribir crónicas, memorias, ensayos y trabajos de ficción sobre la ciudad de Buenos Aires, la mayor parte de ellos centrados en el barrio de San Telmo, su barrio de toda la vida. Entre ellos figuran Entre el 20 y el 30. Cuentos de San Telmo (1969), El consorcio (novela de 1970). De campos y de asfaltos (1976), Mi barrio fue así (1980), La columna y otros cuentos (1984).
El 6 de marzo de 1978 fue elegido académico de número de la Academia Porteña del Lunfardo y se incorporó el 17 de noviembre de ese año como titular del sillón «Fray Mocho», que ocupó hasta su fallecimiento. Su discurso de ingreso, titulado Mi barrio y Fray Mocho, fue la base para su posterior libro Fray Mocho en San Telmo, publicado en 1986.
Falleció en Buenos Aires el 18 de julio de 1990, a los 84 años.

## Obras
- Buenos Aires colonial (1943) reeditada en 1984 por Olimpo
- El ambiente arquitectónico de la ciudad (1944)
- La casa Cabildo de Luján (1945)
- La casa colonial (1948)
- Genealogía de la vivienda colonial porteña (Olimpo, 1949) reeditada en 1985 por Olimpo
- Entre el 20 y el 30. Cuentos de San Telmo (Santiago Rueda, 1969)
- El consorcio (Santiago Rueda, 1970)
- De campos y de asfaltos (Guadalupe, 1976)
- Mi barrio fue así (Corregidor, 1980)
- La columna y otros cuentos (Corregidor, 1984)
- Fray Mocho en San Telmo (Academia Porteña del Lunfardo, 1986)